# Zbigniew Czajka
Zbigniew Czajka (ur. 9 sierpnia 1934, zm. 18 lipca 2009) – polski działacz szachowy, sędzia klasy międzynarodowej od 1987 roku.

## Życiorys
W latach 1985–1999 pełnił funkcje wiceprezesa Polskiego Związku Szachowego, natomiast w latach 1976–2006 był kierownikiem wyszkolenia PZSzach. Za swą wieloletnią działalność wyróżniony został wieloma odznaczeniami, m.in. Krzyżem Oficerskim Orderu Odrodzenia Polski.
Od 1994 był honorowym członkiem PZSzach.